# Bradyscela clauda
Bradyscela clauda är en hjuldjursart som först beskrevs av David Bryce 1893.  Bradyscela clauda ingår i släktet Bradyscela och familjen Adinetidae. Inga underarter finns listade i Catalogue of Life.